# Fares Fares
  Fares Fares    (Beirut, 29 d'abril de 1973) és un actor, productor i director suec. És conegut per les seves col·laboracions amb el director suec Tarik Saleh a El Caire Confidencial (2017) i Boy from Heaven (2022). Ha rebut diversos reconeixements, com ara un premi Guldbagge al millor actor protagonista i dos premis Robert al millor actor secundari.
Fares també és conegut per les seves actuacions a Jalla! Jalla! (2000), Leva livet (2001), Zero Dark Thirty, Safe House i Snabba Cash II (ambdues del 2012), Els casos del Departament Q: Misericòrdia (2013), Els casos del Departament Q: Profanació (2014), Kollektivet i Els casos del Departament Q: Redempció (ambdues del 2016), Westworld (2018) i Chernobyl (2019).

## Trajectòria
Fares va néixer el 29 d'abril de 1973 a Beirut en una família d'origen assiri. El seu germà petit és el director Josef Fares, i té quatre germanes. El 1987, quan Fares tenia 14 anys, la seva família es va traslladar a la ciutat sueca d'Örebro. Es van traslladar per escapar de la Guerra Civil libanesa i van triar Suècia perquè hi tenien familiars. Fares afirma que va aprendre suec als tres mesos de viure a Suècia.
Des dels 15 anys Fares va actuar en un grup de teatre local. Quan tenia 19 anys va assistir a l'escola de teatre a Mölnlycke, prop de Göteborg. Va estar sis anys treballant al Theatre Tamauer.
Fares ha interpretat papers protagonistes a les pel·lícules del seu germà, el director Josef Fares, inclòs el seu debut com a actor a la dècada del 2000. Jalla! Jalla! i Kopps del 2003. També va protagonitzar Bang Bang Orangutang (2005) i Kill Your Darlings (2006).
El 2010 Fares va protagonitzar el thriller criminal suec Diners fàcils amb Joel Kinnaman. La pel·lícula va ser aclamada per la crítica. El 2012, Fares va fer el seu debut a Hollywood a la pel·lícula de Denzel Washington Safe House. Després va interpretar l'oficial de la CIA Hakim a Zero Dark Thirty. Fares també va tenir un paper a El nen 44 (2014) amb Tom Hardy i Gary Oldman, i a la pel·lícula de la franquícia de La guerra de les galàxies Rogue One: A Star Wars Story (2016).
Per a Els casos del Departament Q: Misericòrdia del 2013, que es va ambientar a Dinamarca, Fares va aprendre a parlar danès. Aquest film està basat en una novel·la de Jussi Adler-Olsen, la primera de les quatre adaptacions de les seves novel·les del Departament Q. Fares i Nikolaj Lie Kaas apareixeran a les quatre pel·lícules. Els casos del Departament Q: Misericòrdia va ser la millor pel·lícula de Dinamarca del 2013. Els casos del Departament Q: Profanació (2014) és la segona pel·lícula de la sèrie i va ser la pel·lícula danesa de major recaptació de la història.